# Chaetophthalmus innotatus
Chaetophthalmus innotatus là một loài ruồi trong họ Tachinidae.